# Kopučasta lesenjača
Kopučasta lesenjača (znanstveno ime Xylaria polymorpha) je gliva iz rodu lesenjač (Xylaria).
Rodovno ime izvira iz grške besede 'xylem' za les. Latinski specifični epitet polimorpha pomeni "v več oblikah", iz česar izvira starejše slovensko poimenovanje mnogolična lesenjača.

## Značilnosti
Običajno se pojavlja v šopih treh do šestih prstov, ki so pogosto upognjeni in dajejo vtis artritičnih črnih členkov, zaradi česar jo ponekod imenujejo tudi mrtvečevi prsti.
Posamezni prsti imajo v premeru od 1 do 3 cm in so dolgi med 3 in 8 cm. Površina je sprva bela ali sivkasta in prekrita s finim bledim prahom nespolnih trosov ali konidijami, kasneje pa postane rahlo zrnata in potemni od rjave do črne, včasih z zelenkastimi ali modrikastimi odtenki.

## Razširjenost in življenjski prostor
Je pogosta a zaradi temnih barv pogosto spregledana vrsta, ki je razširjena po vseh celinah. Je gniloživka na odmrlem lestu listavcev, najpogosteje jo najdemo na bukovih štorih.

## Mikroskopske značilnosti
Trosni prah je črn. Trosi so rahlo ukrivljene vretenaste  oblike, gladki in merijo: 20–30 x 5–9 µm. Tako kot druge vrste lesenjač je ta gliva sposobna tudi nespolnega razmnoževanja s konidiji, ki so manjši od trosov, gladki, elipsoidni in prosojni, kar daje konicam "prstov" bledo modro-siv praškast izgled. Ko dozorijo, jih odpihne veter ali odplakne dež, kar naredi površino mnogo temnejšo.

## Podobne vrste
- dolgobetna lesenjača (Xylaria longipes) je bolj vitka, ne raste v skupinah in ima manjše trose

## Uporabnost
Neužitna.
Raziskave so v kopučastih lesenjačah odkrile mnoge zanimive aktivne snovi. Izvlečki iz te glive so pokazali močno protiglivično delovanje proti rastlinsko patogenim glivam.

## Galerija slik
- Ilustracija kopučaste in vitke lesenjače
- prerez
- trosi